# Peter Harry Carstensen
Peter Harry Carstensen (12 maart 1947 in Elisabeth-Sophien-Koog op Nordstrand) is een Duitse landbouwkundige en politicus namens de CDU. Van 2005 tot 2012 was hij minister-president van de deelstaat Sleeswijk-Holstein.

## Biografie
Carstensen studeerde landbouwwetenschappen en was, voor hij de politiek inging, werkzaam als landbouwleraar en -adviseur. In 1971 werd hij lid van de CDU.
Bij de bondsdagverkiezingen van 1983 werd Carstensen verkozen als lid van de Bondsdag, waarin hij tot 2005 zitting zou hebben. In de Bondsdag leidde hij van 1994 tot 2002 de commissie voor voedselvoorziening, land- en bosbouw. Tussen 2000 en 2010 was hij voorzitter van de CDU in Sleeswijk-Holstein, waarvan tot 2002 waarnemend.
In 2005 trad Carstensen als lijsttrekker aan bij de lokale verkiezingen in Sleeswijk-Holstein. Hij slaagde er hierbij nipt in om de CDU voor het eerst sinds 1987 weer de grootste partij van die deelstaat te maken. Na moeizame onderhandelingen werd in april een Grote coalitie gesmeed tussen CDU en SPD, waarbij Carstensen werd aangewezen als minister-president. In die hoedanigheid was hij van november 2005 tot en met oktober 2006 president van de Bondsraad.
De samenwerking tussen CDU en SPD verliep in de regering-Carstensen niet vlekkeloos. De twee partijen lagen meermaals overhoop, onder meer over de door te voeren bezuinigingen en de problemen rond de kerncentrale Krümmel. Een ander groot meningsverschil was de miljardensteun aan de noodlijdende HSH Nordbank en de uitgekeerde bonussen aan de CEO van deze bank. In juli 2009 kondigde de CDU aan de coalitie met de SPD te beëindigen en de Landdag (het deelstaatparlement) te willen ontbinden. Door de SPD, die de regeerperiode hoe dan ook wilde voltooien, werd dit echter unaniem verworpen. De volgende dag gebruikte minister-president Carstensen zijn bevoegdheid om alle SPD-leden van zijn kabinet te ontslaan. Hij verloor hierop het vertrouwen van de Landdag, waarna hij nieuwe verkiezingen kon uitschrijven. De CDU regeerde enkele maanden alleen, waarbij Carstensen naast regeringsleider ook minister van Justitie was.
De vervroegde verkiezingen vonden plaats in september 2009 en leverden een overwinning op voor de CDU. Hierop vormde Carstensen zijn tweede regering, ditmaal samen met de FDP. De nieuwe zetelverdeling in de Landdag gaf door Überhangmandate echter een scheve verhouding weer en werd door de linkse oppositiepartijen juridisch aangevochten. In augustus 2010 oordeelde het grondwettelijk hof dat de verhouding in het parlement inderdaad onrechtmatig was en dat er binnen twee jaar wederom nieuwe verkiezingen moesten worden gehouden. Dit gebeurde uiteindelijk in mei 2012. Het betekende de tweede keer dat een regering onder leiding van Carstensen voortijdig werd beëindigd.
Carstensen besloot zich bij de verkiezingen van 2012 niet opnieuw verkiesbaar te stellen en zich terug te trekken uit de actieve politiek. Zijn beoogde opvolger Christian von Boetticher, die het CDU-voorzitterschap in Sleeswijk-Holstein al in 2010 had overgenomen, werd na een schandaal vervangen door Jost de Jager.

## Onderscheidingen
- 1996: Orde van Verdienste van de Bondsrepubliek Duitsland
- 2008: Kruis van Verdienste van de Republiek Hongarije

- Gemeinsame Normdatei: 130634816
- International Standard Name Identifier: 0000 0000 1714 5514
- Library of Congress Control Number: n2013063756
- Virtual International Authority File: 62661174
- WorldCat: E39PBJrKMY7TmFmVPmKDD8wt8C